# 角田林兵衛

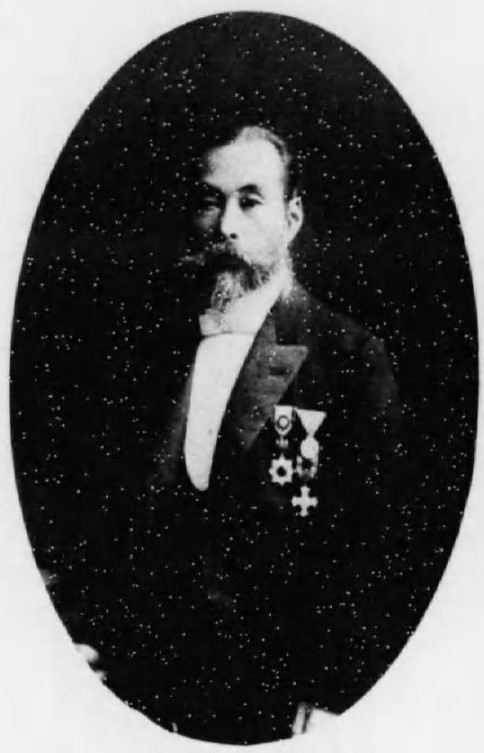
角田林兵衛

3代 角田 林兵衛（林兵衞、つのだ りんべえ、1855年3月9日（安政2年1月21日）- 1917年（大正6年）1月8日）は、明治から大正期の大地主、実業家、政治家。貴族院多額納税者議員。

## 経歴
陸奥国伊達郡桑折村（現福島県伊達郡桑折町）で豪農・2代角田林兵衛の長男として生まれる。仙台の呉服商・伊沢家で見習奉公を行った。
20歳で家督を相続し3代林兵衛を襲名した。第百七国立銀行、福島農工銀行の創立に参画し、第百七国立銀行取締役、同頭取、日本鉄道理事・取締役などを務め、福島商業銀行、福島羽二重の経営に加わった。
政界では、桑折村会議員、桑折町会議員、福島県会議員を務めた。1890年（明治23年）に福島県多額納税者として貴族院議員に互選され、同年9月29日から1904年（明治37年）9月28日まで2期在任した。
慈善事業や救済事業にも関心を持ち、また、小学校などの公共施設の建築などに多額の寄付を行った。
病気療養中の1917年1月に心臓麻痺により死去した